# Delonix

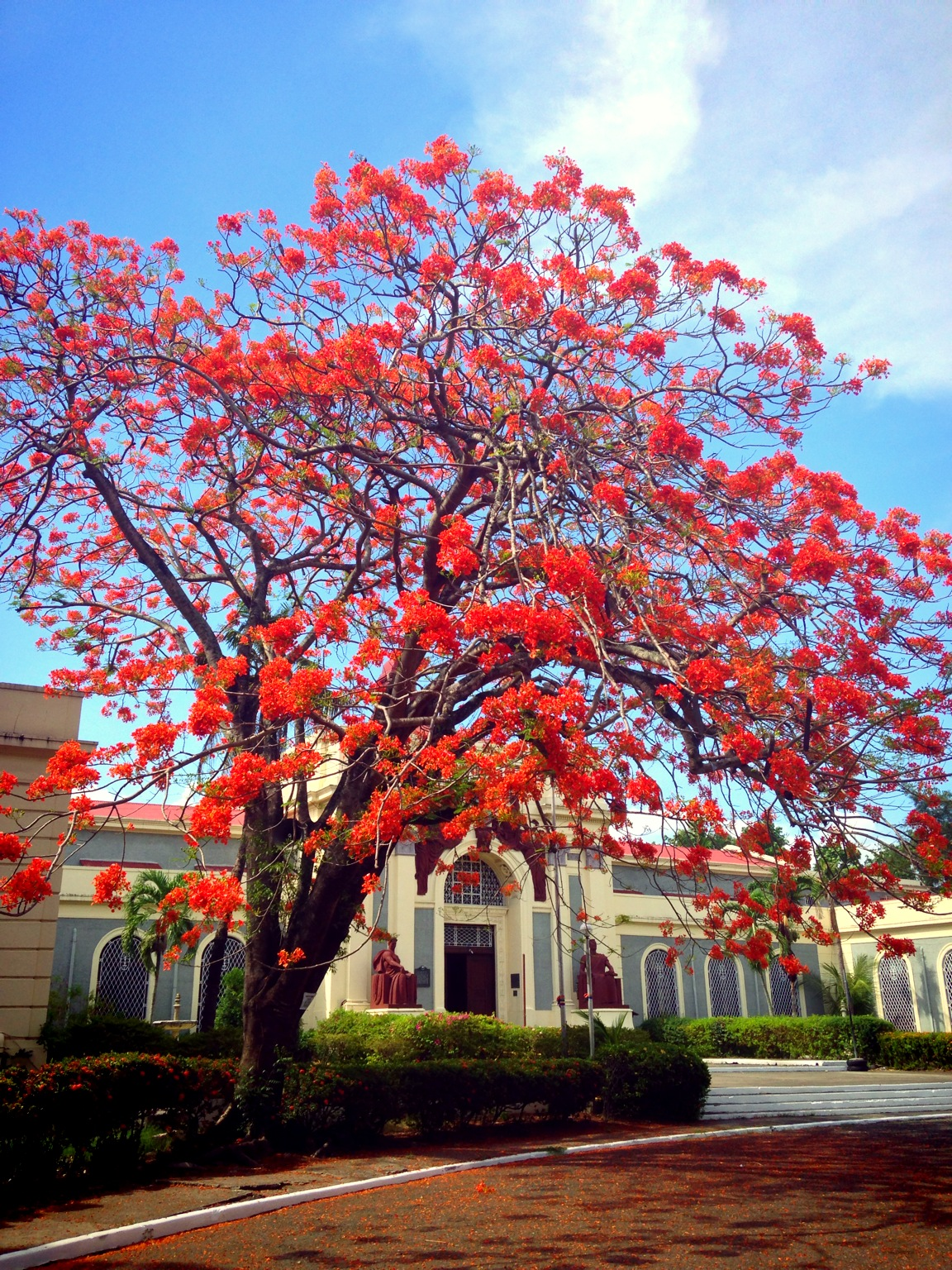
Rozkvetlá delonix královská na Filipínách

Delonix (Delonix) je rod rostlin z čeledi bobovité. Jsou to stromy s dvakrát zpeřenými listy a velkými nápadnými květy. Plodem je lusk. Rod zahrnuje 11 druhů a je rozšířen v Africe, Arábii a na Madagaskaru. Delonix královská neboli flamboyant je považována za jeden z nejkrásnějších tropických stromů a je hojně pěstována v tropech po celém světě.

## Popis
Zástupci rodu delonix jsou beztrnné, opadavé, spíše menší až středně velké stromy. Listy jsou dvakrát zpeřené, 30 až 50 cm dlouhé, složené z 10 až 25 párů postranních vřeten nesoucích 20 až 40 párů drobných lístků. Listy mohou být i vícenásobně zpeřené. Palisty jsou drobné, nezřetelné. Květy jsou velké, nápadné, oranžové nebo červené nebo výjimečně bílé, oboupohlavné, uspořádané ve vrcholových nebo úžlabních vrcholičnatých hroznech. Kalich je hluboce pětilaločný, s krátkou kališní trubkou. Korunní lístky jsou volné, okrouhlé, dlouze nehetnaté, se zvlněným okrajem. Tyčinek je 10 a jsou volné. Semeník je přisedlý, s mnoha vajíčky a tenkou čnělkou. Lusky jsou zploštělé, visící, až 60 cm dlouhé, pukající dvěma dřevnatými chlopněmi. Obsahují mnoho podlouhlých semen.

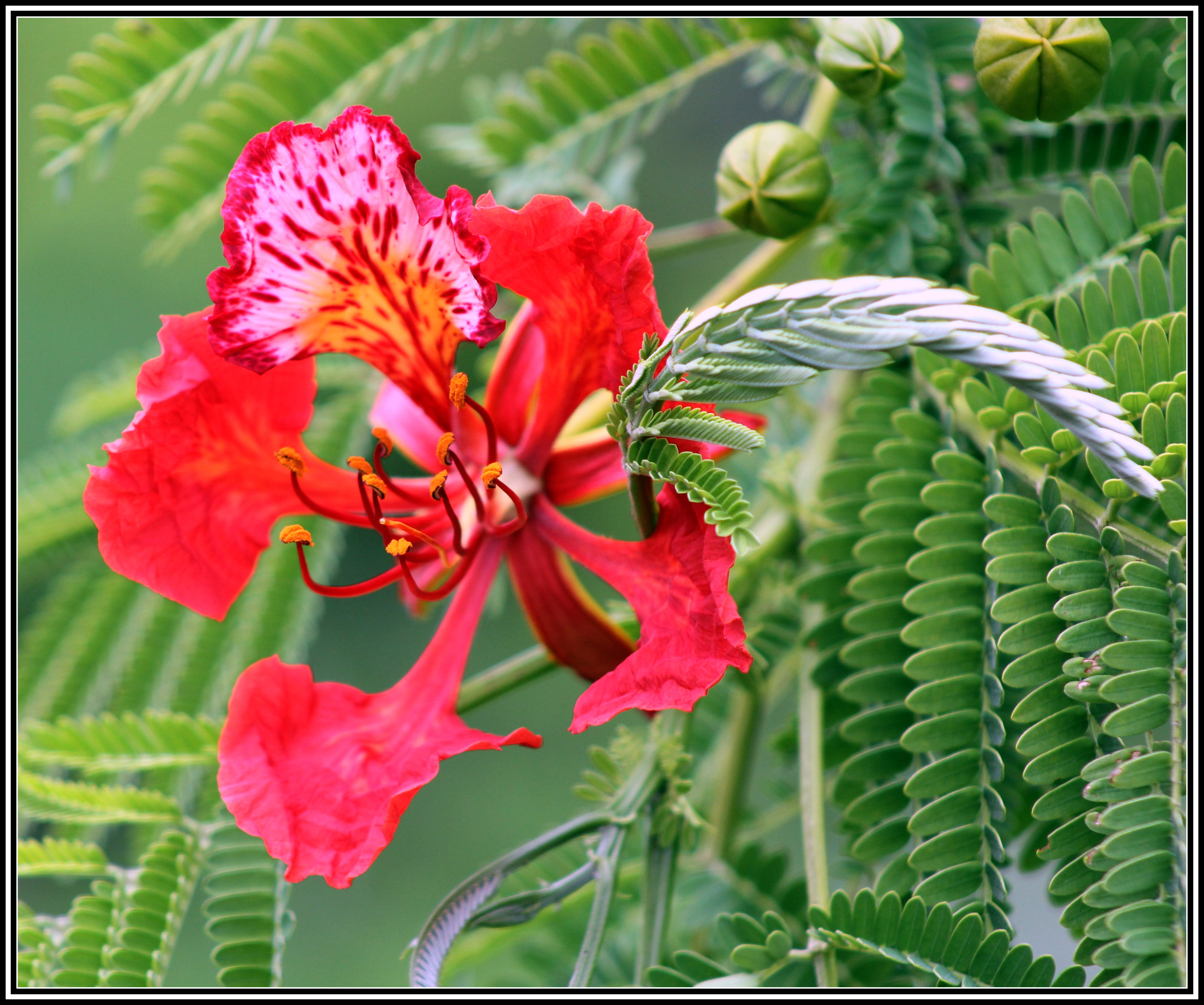
Květ delonix královské
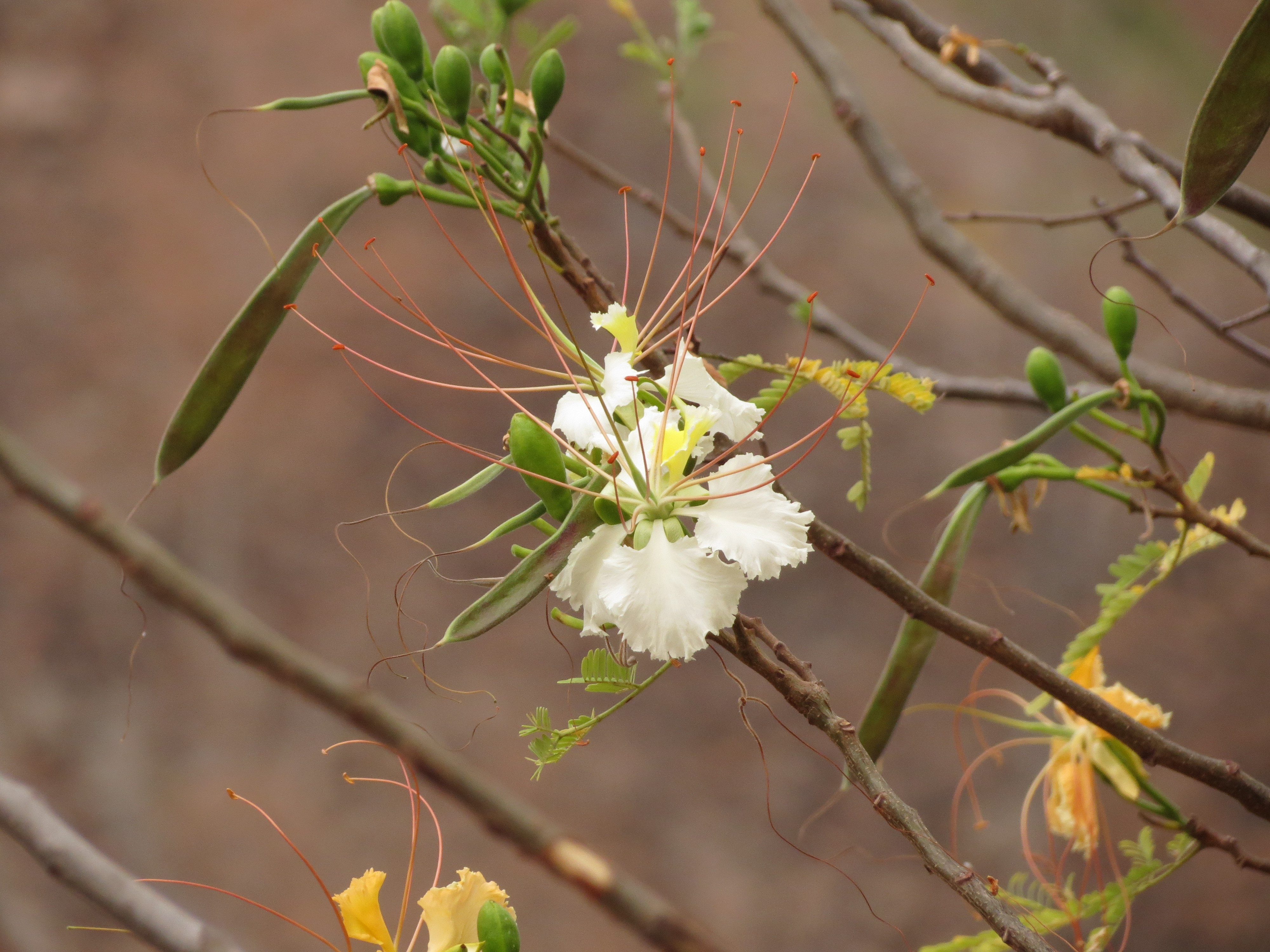
Kvetoucí Delonix elata
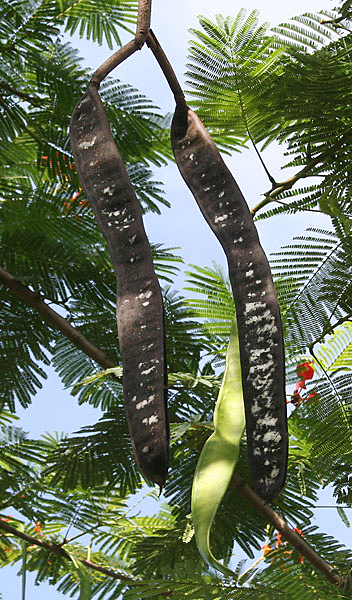
Lusky delonix královské

## Rozšíření
Rod delonix zahrnuje 11 druhů. Je rozšířen v tropické Africe, Arábii a na Madagaskaru a druhotně i v tropické Asii. Delonix královská je pěstována v tropech celého světa. Většina druhů (celkem 9) jsou endemity Madagaskaru. V Africe rostou 2 druhy. Delonix elata je rozšířena v oblasti od Dem. rep. Kongo a východní tropické Afriky po Egypt a Arabský poloostrov, Delonix baccal roste ve východní a severovýchodní tropické Africe.

## Ekologické interakce
Zářivě červenooranžové květy delonix královské jsou přizpůsobeny opylování strdimily, navštěvuje je však i rozličný hmyz, zejména blanokřídlí a motýli. Květy ostatních druhů jsou bělavé, mnohem méně nápadně zbarvené a opylují je můry.

## Význam
Delonix královská, až 20 metrů vysoký strom s oranžovočervenými orchidejovitými květy o průměru až 10 cm, je ozdobou tropů a jedním z nejkrásnějších stromů vůbec. Pochází z Madagaskaru, pěstuje se však v tropech celého světa. Je to rychle rostoucí strom, prospívající na dobře odvodněných půdách v oblastech se zimním obdobím sucha. Má mělký kořenový systém a nesnáší zástin. Existují i žlutokvěté kultivary, např. 'Kampong Yellow' nebo 'Smather's Gold'. Ostatní druhy rodu delonix se pěstují spíše výjimečně.
Dřevo delonix královské je lehké, měkké a pružné. Semena jsou používána na tichomořských ostrovech na výrobu náhrdelníků a jiných ozdobných předmětů. Dřevnaté lusky slouží místně jako palivo.

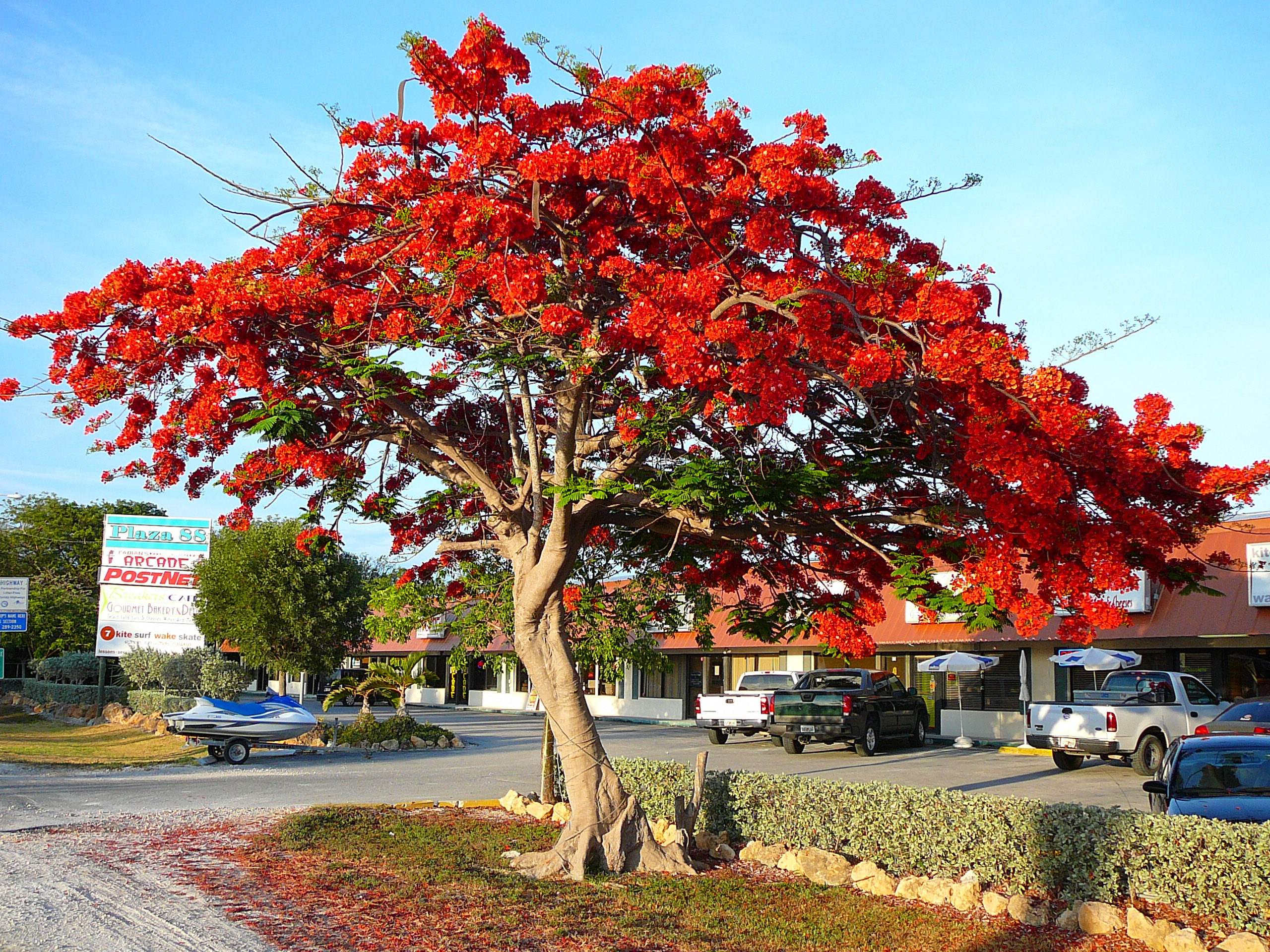
Rozkvetlá delonix královská na Floridě
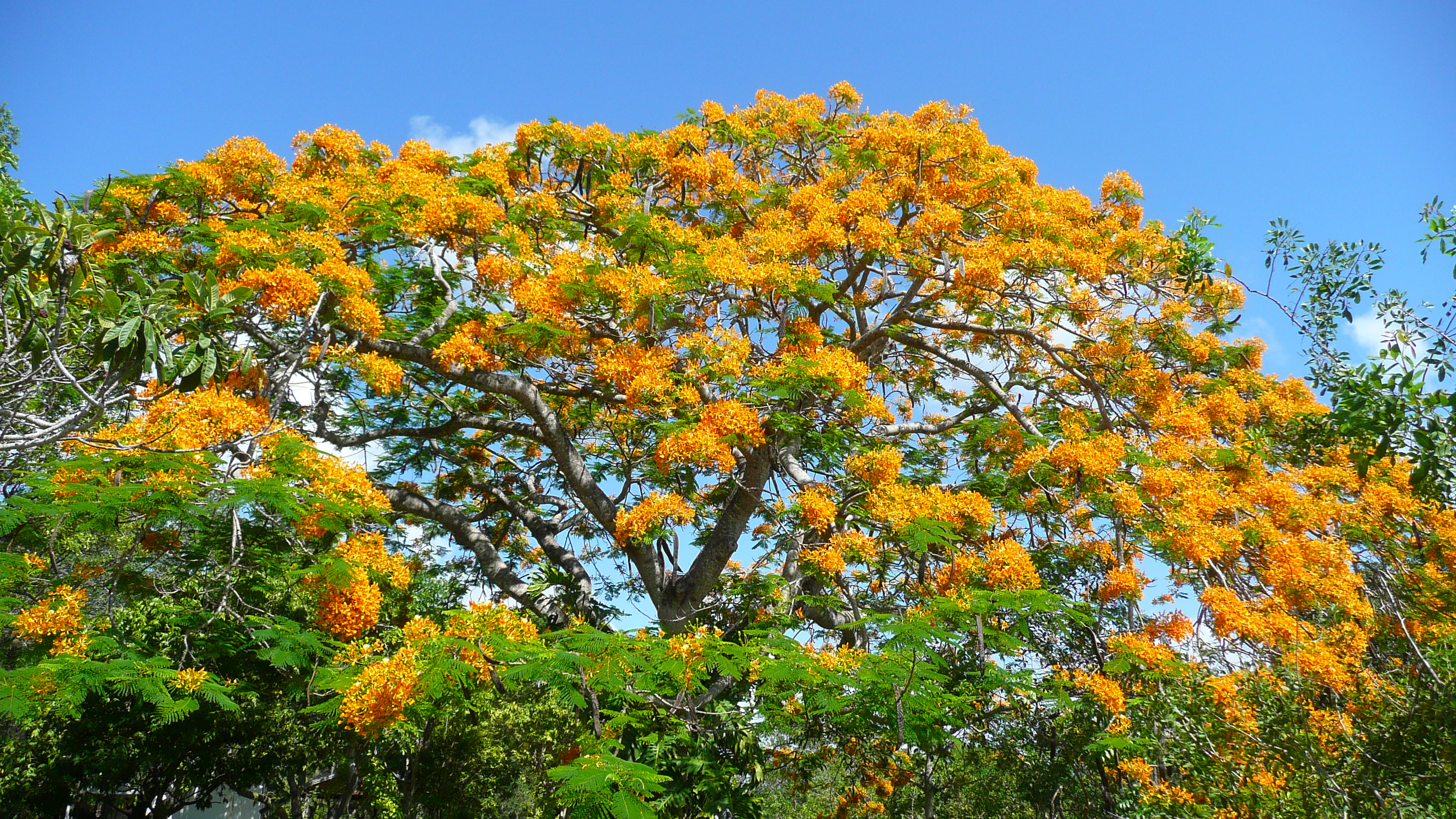
Žlutokvětá forma delonix královské